# Mielichhoferia sullivanii
Mielichhoferia sullivanii är en bladmossart som beskrevs av C. Müller 1898. Mielichhoferia sullivanii ingår i släktet kismossor, och familjen Bryaceae. Inga underarter finns listade i Catalogue of Life.